# Magyar Megújulás Pártja
A Magyar Megújulás Pártja egy magyarországi szélsőjobboldali párt volt 1940 és 1944 között Imrédy Béla vezetésével. A Sztójay-kormányban és a Szálasi-kormányban is részt vettek. Prominens tagjai voltak Imrédy mellett Rajniss Ferenc, Jaross Andor és Rátz Jenő is, akik mind kormányzati szerepet is vállaltak előbb a Sztójay, majd a Szálasi kormányban is.

## Története
Imrédy Béla 1938. május 14-ike és 1939. február 16-ika között volt Magyarország miniszterelnöke. Mikor kiderült róla, hogy egyik dédszülője zsidó volt, lemondásra kényszerítették. A helyzet ellenére minden közegben maradtak támogatói: a keresztény nagyvállalkozóréteg még pénzügyi pályafutásának, a tábornoki kar a győri programnak, a szélsőjobboldal pedig a hőn áhított egység megteremtése irányába tett lépéseknek köszönhetően támogatta. Az 1939 márciusától Magyar Élet Pártja néven működő kormánypárt berkein belül mintegy 20-25 fős állandó táborral rendelkezett, és több kormánylap (Függetlenség, Új Magyarság) valójában az ő pártján állt.
Imrédy tudatában volt annak, hogy kizárólag német segítséggel léphet újra hatalomra. Ennek érdekében 1940 októberében kilépett a kormánypártból és létrehozta a Magyar Megújulás Pártját, amely szinte azonnal szövetségre lépett a Szálasi pártjából kilépett Baky László és Pálffy Fidél által újraalapított Magyar Nemzeti Szocialista Párttal, egyértelműen Berlin támogatását élvezve. Parlamenti frakciójuk főképp az első bécsi döntés után behívott felvidéki képviselőkből állt.
Köszöntésük a fasiszták által divatba hozott karlendítés és a „Jobb jövőt” – „Adjon Isten!” mondatok lettek. Programjában szerepelt, hogy „előkészíttessék Magyarországnak a zsidó lakosságtól és ... szellemtől való teljes mentesítése.” Mozgalmának kiterjedt sajtóját komoly pénzekkel támogatta a Takarékpénztárak és Bankok Egyesülete. Miközben igyekezett elhatárolódni a nyilasoktól is, folyamatosan támadta a kormányt. 1943 végére a német vezetés egyértelműen őt tekintette a szalonképes vezetőnek, akit a megszállás után majd kinevezhetnek a magyar bábkormány élére.
A német csapatok bevonulása, 1944. március 19. után Imrédy szélsőjobboldalt egységesítő törekvéseinek kudarcával volt magyarázható, hogy május 23-án ismét kormányalakítás helyett „csupán” a gazdasági miniszteri posztot foglalhatta el a Sztójay-kormányban, viszont pártja még két helyet kapott a kormányban: Rátz Jenő miniszterelnök-helyettes, Jaross Andor pedig belügyminiszter lett. Imrédy miniszterként nagy erőfeszítéseket tett a totális háború igényeinek teljes mértékű kielégítésére. A párt saját fegyveres alakulatot is életre hívott Keleti Arcvonal Bajtársi Szövetség néven, aminek szintén Imrédy lett az elnöke. A párt Imrédy elképzeléseit követve a vidéki zsidóság begyűjtését és deportálását támogatta, csak az egyéni kegyetlenkedéseket helytelenítette, és diplomáciai megfontolásból javasolta, hogy a kikeresztelkedettekkel másképp bánjanak. Ugyanakkor Imrédy a német megszállókkal is konfliktusba került, mivel azok igyekeztek a zsidó vagyont kivinni az országból és a magyar gazdaságot teljesen hatalmukba kerítették.
A háborús helyzet alakulása és a belpolitikai események egyre inkább meggyőzték Németország vezetőit arról, hogy a saját érdekeit előtérbe helyező úri középosztály helyett az alsóbb rétegekből kikerülő nyilas szélsőjobboldalra kellene támaszkodniuk. Szálasi és csoportja ekkor került előtérbe, amivel párhuzamosan Imrédy és köre mind kevesebb befolyással bírt: a politikus 1944. augusztus 7-én lemondott, és végleg elvonult a politikától. 1944 őszén az országgyűlésből alakult Törvényhozók Nemzeti Szövetsége tagjaként még támogatta a nyilas hatalomátvételt és a háború folytatását.
A párt a Lakatos-kormányban nem vállalt szerepet, az azt követő Szálasi-kormányban azonban igen. Rajniss Ferenc a Vallás- és közoktatásügyi miniszteri posztot foglalta el.
A második világháború után a párt szétesett, megszűnt, vezetőit a kormányzásuk alatt elkövetett háborús bűncselekményért bebörtönözték és vagy kivégezték (Imrédy, Jaross, Rajniss), vagy börtönre ítélték (Rátz).